# Lanová dráha Sklené – Podbělka
Vojenská nákladní lanová dráha ze Skleného na Podbělku byla vybudována za účelem dopravy stavebního materiálu na výstavbu objektů lehkého opevnění vz. 37 a v budoucnu i objektů těžkého opevnění budovaného na obranu proti útoku tehdy sousedního Německa v prostoru východního hřebenu Králického Sněžníku. Lanová dráha byla v provozu od roku 1937 do září 1938. Její dolní stanice se nacházela nad vsí Sklené. Trasa stoupala severním směrem na vrchol Chlumu, kde byl konec prvního úseku, vykládací a překládací stanice a složiště materiálu. V tomto místě se lanovka přimykala k budované linii opevnění. Druhý úsek pokračoval jen mírně změněným směrem stále přibližně k severu k vrcholu Slamníku. Zde končil a navazoval na něj úsek třetí vedoucí na vrchol Podbělky. Prostor stanice na Slamníku sloužil stejným účelům, jako stanice na Chlumu. 
Lanovka používala dvoulanový systém německé firmy Bleichert při použití jednoho lana nosného a jednoho tažného. Stožáry, za které sloužily často jen seříznuté stromy, nebyly vybaveny kladkami. Zařízení dodal, postavil i demontoval 1. železniční pluk z Pardubic.
Na existenci lanovky dodnes upomínají zbytky stavebního materiálu v prostorech překládacích stanic a na vrcholu Podbělky. Tam se rovněž nalézá zarostlý a špatně znatelný základ vrcholového příhradového stožáru. V nevelké vzdálenosti od něj byl nalezen lanovkový běhoun, který se v současnosti nachází v expozici muzejně zpřístupněné dělostřelecké tvrze Hůrka.
Ve vzdálenosti 1,5 km severovýchodně od Podbělky se nachází vrchol Sušiny, kde se nacházela horní stanice shodné lanové dráhy z Hynčic. Uvažovaná úzkorozchodná železnice spojující obě horní stanice nebyla zrealizována.